# Asthenes coryi
Asthenes coryi là một loài chim trong họ Furnariidae.